# 著魔 (電影)
《著魔》（英語：Possession）是一部1981年的心理恐怖片，由安德烈·左拉斯基執導，由左拉斯基和佛雷德利·圖騰編劇。情節間接地講述了國際間諜（森·尼爾）和他的妻子（伊莎贝尔·阿佳妮）之間的關係，她在要求離婚後開始表現出越來越令人不安的行為。
《著魔》是法國和西德合拍片，於1980年在西柏林拍攝。這是左拉斯基唯一的英語電影，在第34屆坎城影展上首映，阿佳妮憑藉她的表演獲得了最佳女演员奖。劇本是在左拉斯基與演員瑪格札塔·布勞內克痛苦離婚期間寫成的。雖然在歐洲和美國都沒有取得商業上的成功，且在美国首次發行時經過大量删减，但最終獲得了邪典地位，並在後來的幾年中獲得了更積極的評價。

## 剧情
马克是一名间谍，在完成一项神秘的间谍任务后回到西柏林的家中，发现他的妻子安娜想要离婚。她不说原因，但坚称这不是因为她有了别人。马克不情愿地把公寓和他们的小儿子鲍勃的监护权交给了她。从酗酒中恢复过来后，他去公寓看望鲍勃，发现他独自一人，衣衫不整，疏于照顧。当安娜回来时，他和鲍勃呆在一起，拒绝让她单独和孩子在一起，想要做出补偿。安娜在半夜里离开了。
马克接到安娜的情人海因里希的电话，告诉他安娜在他那里。第二天，马克见到了鲍勃的老师海伦；她与安娜长得一模一样，只不过眼睛是绿色的。马克去了海因里希家，和他打了起来，最后海因里希打伤了他。马克回家后打了安娜，之后她就逃了。第二天早上，他们又发生了歇斯底里的争吵，期间他们都用电刀割伤了自己，安娜割伤了喉咙，马克割伤了手臂。
马克雇了一个私家侦探跟踪安娜，发现她在一栋废弃的公寓楼里租了一套公寓。当侦探在浴室里发现一个奇怪的触角生物时，安娜用碎酒瓶杀死了他。侦探的男友齐默尔曼亲自前往公寓，在那里他发现了那个生物和他男友的尸体。安娜一怒之下打了齐默尔曼，然后偷了他的枪，再把他打死。
安娜继续她的古怪行为，并向马克讲述了他不在时她在地铁里经受的一次流产。她声称这导致了她的精神崩溃；在流产过程中，她的口中渗出血液和奇怪的液体。海因里希到公寓看望安娜，在卧室里发现了那个生物，并在她的冰箱里发现了许多被肢解的尸块，他感到很震惊。她袭击了他，海因里希逃跑了，血流不止。
海因里希给马克打电话，恳求他来接他。马克先去了安娜的公寓，发现了尸块；然而，那个怪物却不见了。马克在酒吧遇到了海因里希，他在那里谋杀了海因里希，但将其在厕所伪装成意外死亡。然后，他在安娜的公寓里放了一把火，然后骑着海因里希的摩托车逃走了。在家里，他发现安娜的朋友玛吉从电梯里出来时正处于死亡边缘，身上的刀伤正流出血液。她死后，他把尸体拖进屋里，安娜在那里迎接他，两人在厨房里发生了关系。之后，他打算掩盖玛吉之死，然后他发现安娜与那个怪物发生了关系。海因里希的母亲打电话给马克，询问她儿子的情况。当他去见她时，她吃了几颗药自杀了。
第二天，当马克在街上闲逛时，他以前共事的人向他施压，要他重新加入他们。他避而不谈，回到玛吉的公寓，发现公寓被警察和他以前的老闆包围。他在枪战中受伤，骑着摩托车逃跑时发生車禍。負傷的他冲进了一栋大楼，被安娜、警察和他的同事们追赶。安娜把那个生物带来给他看，它现在已经完全变成了马克的分身。马克举起枪准备射杀它，但他和安娜被下面的警察的枪林弹雨击倒。鲜血淋漓、奄奄一息的安娜躺在马克身上，用他的枪杀死了自己。她死在他的怀里，而他则从楼梯间跳下死亡。分身从屋顶逃走了。
后来，海伦在公寓里照看鲍勃时，门铃响了。鲍勃恳求她不要开门，但海伦没有理会他。外面传来警笛声、飞机声和爆炸声。鲍勃穿过公寓跑进浴室，在那里他脸朝下泡在浴缸里，淹死了自己。从磨砂玻璃门上可以看到马克分身的身影。海伦凝视着，眼里闪着一丝诡异的光。

## 荣誉
| 年份 | 奖项                 | 类别         | 获奖            | 结果 |
| ---- | -------------------- | ------------ | --------------- | ---- |
| 1981 | 圣保罗国际电影节     | 影評人獎     | 安德烈·左拉斯基 | 獲獎 |
| 1981 | 戛纳电影节           | 最佳女演员奖 | 伊莎贝尔·阿佳妮 | 獲獎 |
| 1981 | 戛纳电影节           | 金棕榈奖     | 《著魔》        | 提名 |
| 1982 | 凯撒电影奖           | 最佳女主角獎 | 伊莎贝尔·阿佳妮 | 獲獎 |
| 1983 | 葡萄牙國際奇幻電影節 | 評審團特別獎 | 安德烈·左拉斯基 | 獲獎 |
| 1983 | 葡萄牙國際奇幻電影節 | 最佳女演员奖 | 伊莎贝尔·阿佳妮 | 獲獎 |